# 北京市昌平区中西医结合医院
北京市昌平区中西医结合医院 (英語：Beijing Changping Hospital Of Integrated Chinese And Western Medicine)，创立于1974年，是一所集医疗、科研、教学、预防、保健、康复为一体的大型三级甲等中西医结合医院，位于中华人民共和国北京市昌平区黄平路219号，占地面积10.2万平方米，编制床位2130张。